# Huize Windekind (Den Haag)

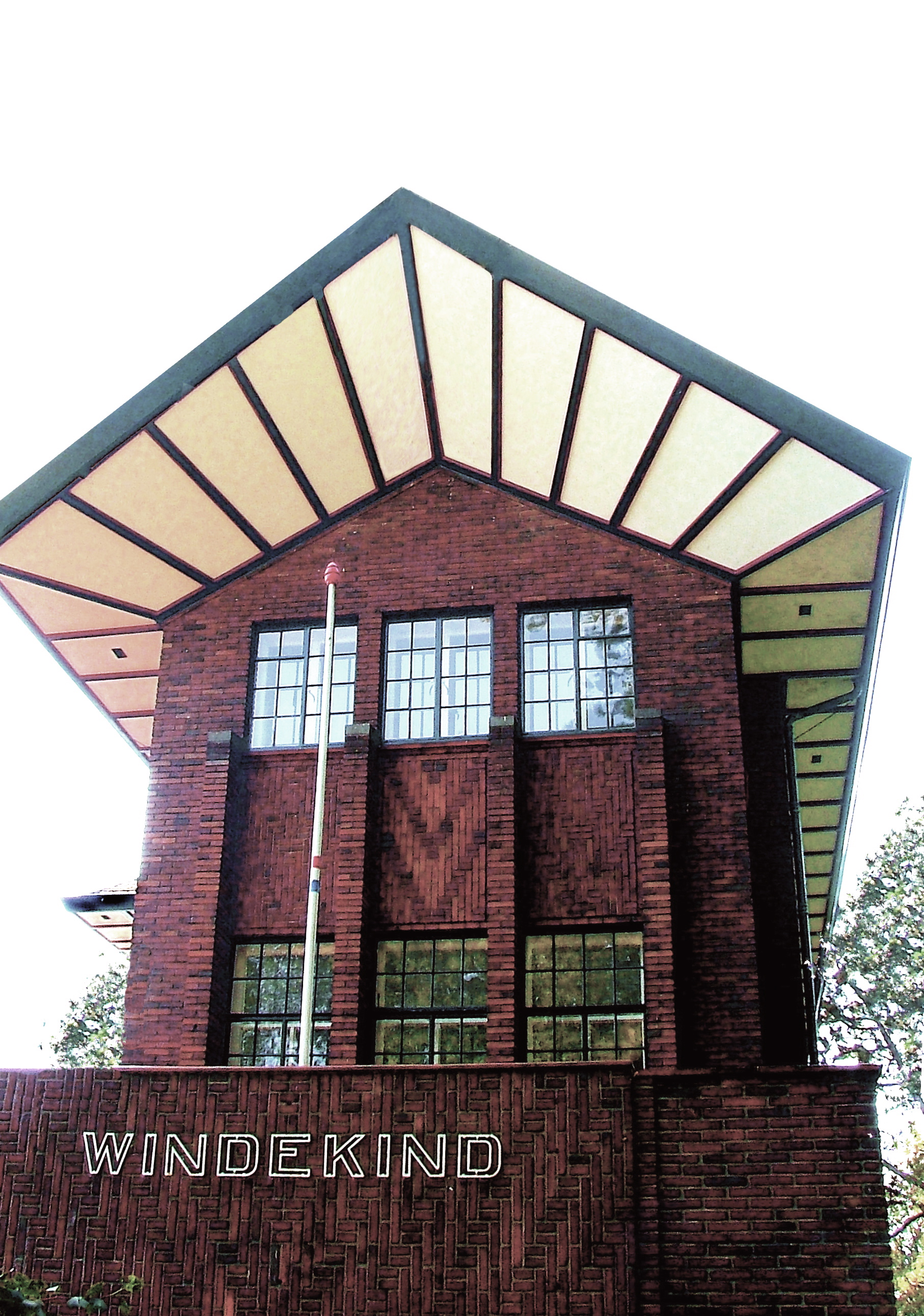
Huize Windekind

Huize Windekind (Nieuwe Parklaan 76 te Den Haag), ook bekend als Villa Windekind, werd gebouwd in de jaren 1927-1928 naar een ontwerp van de architect Dirk Roosenburg. Opdrachtgever was François van 't Sant, de Haagse hoofdcommissaris van politie en later vertrouwensman van koningin Wilhelmina.

## Geschiedenis

### Bijzonderheden
Huize Windekind is gebouwd op een steile helling, die ontstond na de aanleg van het Westbroekpark. Hierdoor telt het gebouw vier etages. Het trappenhuis is in het midden van het huis geplaatst. De onderbouw, of benedenverdieping van het huis, steekt in het talud. Op de begane grond bevindt zich de eetkamer. De eerste verdieping is geheel ingericht als woonkamer. De slaapkamers zijn op de tweede verdieping gesitueerd. De garage is inpandig gebouwd.
De invloed van Roosenburgs leermeester, de architect H.P. Berlage, is duidelijk te zien in het gebruik van baksteen in de hal en het trappenhuis. Ook de invloed van architect Frank Lloyd Wright blijkt uit de opvallende uitkragende dakconstructie, de zogenaamde prairiehouse-architectuur. Dirk Roosenburg ontwierp in 1927 ook de villa Wulff, eveneens aan de Nieuwe Parklaan te Den Haag.

### Tweede Wereldoorlog
Op 13 mei 1940, tijdens de Tweede Wereldoorlog vertrok koningin Wilhelmina met François van 't Sant naar Londen. Het gezin Van 't Sant bleef in huize Windekind achter.
Begin 1942 werd de villa gevorderd door de Duitsers, die er een afdeling van de Sicherheitsdienst (SD) onderbrachten, IV B 4-Den Haag, de Nederlandse afdeling van Referat IV B 4. Huize Windekind was het gespecialiseerde politiebureau van de Sicherheitspolizei waarin de opsporing en het verhoor van ondergedoken Joden en hun helpers waren geconcentreerd. De beruchte Franz Fischer, een van de latere Vier van Breda, kreeg in Windekind nagenoeg carte blanche voor het werk van de Sicherheitspolizei rond de 'ordelijke' deportatie van de Haagse Joden en de opsporing van ondergedoken Joden en hun helpers. Zijn specialiteit was het 'U-boot Spiel' waarbij de slachtoffers in een badkuip langdurig onder water werden gehouden om bekentenissen of inlichtingen af te dwingen.

### Monumentenlijst
Huize Windekind is in 1990 op de gemeentelijke monumentenlijst geplaatst.